# مای فوکاگاوا
مای فوکاگاوا (انگلیسی: Mai Fukagawa؛ زادهٔ ۲۹ مارس ۱۹۹۱) بازیگر اهل ژاپن است. وی از سال ۲۰۱۰ میلادی تاکنون مشغول فعالیت بوده‌است.